# Viola taltalensis
Viola taltalensis är en violväxtart som beskrevs av Wilhelm Becker. Viola taltalensis ingår i släktet violer, och familjen violväxter. Utöver nominatformen finns också underarten V. t. glaberrima.